# Attariššiya
Attariššiya era un cap (o un rei) dels ahhiyawa (aqueus) esmentat durant el regnat del rei hitita Tudhalias II.
Va atacar Madduwattas, un governant local, al territori de Lukka (Lícia), i el va derrotar. En un segon atac, Madduwattas va fugir, i Attariššiya va conquerir Zippasla, però els hitites van enviar un exèrcit que el va expulsar, encara que sembla que es va quedar al país. Hi ha hagut temptatives d'identificar-lo amb Atreu (en grec antic Ἀτρεύς), personatge de la mitologia grega pare dels guerrers aqueus Agamèmnon i Menelau.